# Rinderweide (Naturschutzgebiet)
Die Rinderweide ist ein Naturschutzgebiet in der niedersächsischen Stadt Hessisch Oldendorf im Landkreis Hameln-Pyrmont.
Das Naturschutzgebiet mit dem Kennzeichen NSG HA 058 ist 6,6 Hektar groß. Es ist Bestandteil des gleichnamigen FFH-Gebietes. Ein 3,4 Hektar großer Bereich wurde 1972 als Naturwaldreservat „Rinderweide“ ausgewiesen. Im Westen grenzt es an das Naturschutzgebiet „Alte Teichanlage an der Rinderweide“, nach Norden und Süden an das Landschaftsschutzgebiet „Hessisch Oldendorfer Wesertal/Süd“. Das Gebiet steht seit dem 7. August 1980 unter Naturschutz. Zuständige untere Naturschutzbehörde ist der Landkreis Hameln-Pyrmont.
Das Naturschutzgebiet liegt innerhalb des Naturparks Weserbergland Schaumburg-Hameln im Tal des Heßlinger Bachs südwestlich von Hessisch Oldendorf zwischen den Ortsteilen Friedrichsburg und Klein Heßlingen. 
Das Naturschutzgebiet wird von einem feuchten Erlen-Eschen- und Eichen-Hainbuchenwald geprägt, durch den ein Quellhorizont verläuft. Die Hangflächen sind großflächig vermoort.